# Yannick Dalmas
Yannick Dalmas (ur. 28 lipca 1961 w Le Beausset) – francuski kierowca Formuły 1, uczestniczący w niej w latach 1987–1990 oraz roku 1994. Dalmas jeździł w dwóch zespołach: Larrousse (z nadwoziem Lola w latach 1987, 1988, 1989, a z nadwoziem Larrousse w roku 1994) i AGS (1989–1990). Ostatecznie nie zdobył w żadnym z 24 wyścigów, w których wystartował, ani punktu; w Grand Prix Australii w 1987 roku zajął piąte miejsce, ale nie zdobył punktu, ponieważ jego zespół zgłosił do mistrzostw świata tylko jeden samochód. Dalmas czterokrotnie wygrał wyścig 24h Le Mans – w roku 1992 (w Peugeocie 905 Evo 1 bis wraz z Derekiem Warwickiem i Markiem Blundellem), 1994 (w Dauerze Porsche 962LM wraz z Hurleyem Haywoodem i Mauro Baldim), 1995 (w McLarenie F1 GTR 95 wraz z Jyrkim Järvilehto i Masanorim Sekiyą) i 1999 (w BMW V12 LMR wraz z Pierluigim Martinim i Joachimem Winkelhockem).

## Starty w karierze
| Sezon | Seria                                  | Zespół                               | Starty  | PP | Zwyc. | Punkty | Pozycja |
| ----- | -------------------------------------- | ------------------------------------ | ------- | -- | ----- | ------ | ------- |
| 1986  | Formuła 3000                           | Oreca Motorsport                     | 1       | 0  | 0     | 0      | –       |
| 1987  | Formuła 3000                           | Oreca Motorsport                     | 10      | 1  | 2     | 20     | 5.      |
| 1987  | Formuła 1                              | Larrousse-Calmels                    | 3       | 0  | 0     | 0      | –       |
| 1988  | Formuła 1                              | Larrousse-Calmels                    | 13 (14) | 0  | 0     | 0      | –       |
| 1989  | Formuła 1                              | Larrousse                            | 1 (6)   | 0  | 0     | 0      | –       |
| 1989  | Formuła 1                              | Automobiles Gonfaronnaises Sportives | 0 (9)   | 0  | 0     | 0      | –       |
| 1990  | Formuła 1                              | Automobiles Gonfaronnaises Sportives | 5 (16)  | 0  | 0     | 0      | –       |
| 1991  | World Sportscar Championship           | Peugeot Talbot Sport                 | 8       | 1  | 2     | 40     | 13.     |
| 1992  | World Sportscar Championship           | Peugeot Talbot Sport                 | 6       | 3  | 3     | 98     | 1.      |
| 1993  | Championnat de France de Supertourisme | Peugeot Esso                         | 4       | 1  | 0     | 68     | 9.      |
| 1994  | Championnat de France de Supertourisme | Peugeot Sport                        | 12      | 2  | 3     | 204    | 4.      |
| 1994  | Formuła 1                              | Larrousse                            | 2       | 0  | 0     | 0      | –       |
| 1995  | Deutsche Tourenwagen Meisterschaft     | Opel Team Joest                      | 11      | 0  | 0     | 17     | 19.     |
| 1995  | International Touring Car Series       | Opel Team Joest                      | 10      | 0  | 0     | 15     | 16.     |
| 1996  | International Touring Car Championship | Opel Team Joest                      | 26      | 0  | 0     | 32     | 17.     |
| 1997  | FIA GT Championship (GT1)              | Roock Racing                         | 2       | 0  | 0     | 19     | 13.     |
| 1997  | FIA GT Championship (GT1)              | Porsche AG                           | 8       | 0  | 0     | 19     | 13.     |
| 1998  | FIA GT Championship (GT1)              | Porsche AG                           | 9       | 0  | 0     | 27     | 5.      |